# Фетисов, Фёдор Кузьмич
Фёдор Кузьмич Фетисов (19 февраля 1902 года, с. Князево, Путивльский уезд, Курская губерния — 6 февраля 1966 года, Москва) — советский военный деятель, генерал-майор (1943 год).

## Начальная биография
Фёдор Кузьмич Фетисов родился 19 февраля 1902 года в селе Князево Путивльского уезда Курской губернии.

## Военная служба

### Довоенное время
В июне 1924 года был призван в ряды РККА и направлен в 9-й стрелковый полк (3-я стрелковая дивизия, Украинский военный округ), где служил красноармейцем, командиром отделения, помощником командира взвода и старшиной роты.
В сентябре 1927 году был направлен на учёбу в Объединённую военную школу имени ВЦИК, после окончания которой в 1930 году был назначен на должность командира взвода 239-го стрелкового полка (80-я стрелковая дивизия), в октябре 1931 года — на должность помощника командира, затем — на должность командира роты 26-го пулеметного батальона 54-го управления начальника работ, дислоцированного в Коростене, в феврале 1935 года — на должность командира стрелковой роты, а затем — на должность командира роты боевого обеспечения 70-го стрелкового полка (24-я стрелковая дивизия, Ленинградский военный округ).
В марте 1938 года Фетисов был назначен на должность старшего адъютанта 7-го стрелкового полка, одновременно исполняя должность начальника штаба курсов младших лейтенантов при 19-м стрелковом корпусе. В декабре того же года был назначен на должность помощника начальника 1-го отделения штаба 33-го стрелкового корпуса, в ноябре 1939 года — на должность старшего адъютанта отделения штаба Мурманской армейской группы войск Ленинградского военного округа, а в январе 1940 года — на должность командира батальона охраны штаба 14-й армии, после чего принимал участие в боевых действиях во время советско-финской войны.
В сентябре 1940 года был направлен на ускоренные курсы при интендантском факультете Военно-хозяйственной академии имени В. М. Молотова, которая вскоре была преобразована в Интендантскую академию РККА.

### Великая Отечественная война
С началом войны продолжил обучение в академии, но в октябре 1941 года был назначен на должность командира 996-го стрелкового полка, затем — на должности заместителя командира, а в марте 1942 года — на должность командира 286-й стрелковой дивизии. В июне того же года Фетисов был направлен на учёбу на высшие академические курсы при Высшей военной академии имени К. Е. Ворошилова, после окончания которых в декабре был назначен на должность командира 256-й стрелковой дивизии, которая в январе 1943 года в ходе операции «Искра» участвовала в боевых действиях по прорыву блокады Ленинграда на синявинском и мгинском направлениях.
В декабре 1943 года был назначен на должность командира 119-го стрелкового корпуса, который вскоре принимал участие в боевых действиях во время Ленинградско-Новгородской наступательной операции, а также в освобождении городов Тосно, Любань, Сольцы, Дно и Порхов.
В мае 1944 года был назначен на должность командира 116-го стрелкового корпуса, который вскоре принимал участие в боевых действиях в ходе Тартуской, Таллинской, Млавско-Эльбингской, Восточно-Померанской и Берлинской наступательных операций.

### Послевоенная карьера
После окончания войны Фетисов находился на прежней должности.
В августе 1945 года был назначен на должность начальника отдела комендантской службы при Управлении Советской военной администрации федеративной земли Саксония и провинции Мекленбург. В марте 1946 года был направлен на учёбу на высшие академические курсы при Высшей военной академии имени К. Е. Ворошилова, после окончания которых в январе 1947 года был назначен на должность командира 19-й гвардейской стрелковой дивизии, а в феврале 1952 года — на должность заместителя командира 72-го стрелкового корпуса (5-я армия).
Генерал-майор Фёдор Кузьмич Фетисов в марте 1955 года вышел в запас. Умер 6 февраля 1966 года в Москве.

## Награды
- Два ордена Ленина;
- четыре ордена Красного Знамени;
- Орден Суворова 2 степени;
- Орден Кутузова 2 степени;
- Медали;
- Иностранные орден и медали.